# Neewiller-près-Lauterbourg
Neewiller-près-Lauterbourg é uma comuna francesa na região administrativa de Grande Leste, no departamento Baixo Reno. Estende-se por uma área de 7,32 km². Em 2010 a comuna tinha 676 habitantes (densidade: 92,3 hab./km²).